# Мерипорт
Мерипорт (на английски: Maryport) е пристанищен град в община Алърдейл, намираща се в северозападната част на област Къмбрия - Северозападна Англия. Разположен е на бреговата линия с Ирландско море. Населението на града към 2001 година е 11 275 жители.

## География
Мерипорт е разположен на южния бряг на залива „Solway Firth“ към Ирландско море, разделящ географски Англия от Шотландия. Градът се намира на 8 километра в северна посока от общинския център Уъркингтън и на 40 километра югозападно от главния град на областта - Карлайл.